# Бурлакова, Яна Ивановна
Яна Ивановна Бурлакова (урождённая Тыщенко, род. 1 августа 2000, Ижевск) — российская профессиональная трековая велогонщица. Чемпионка Европы 2025 года и чемпионка мира 2024 года в гите на 500 м, серебряный и бронзовый призёр чемпионата мира 2021 года в командном спринте и в кейрине. Трёхкратный бронзовый призёр чемпионата Европы 2021 года в дисциплинах: кейрин, гит с места на 500 м и командном спринте. Заслуженный мастер спорта России (2022).

## Достижения
2021
Чемпионат Европы
3-е место  — кейрин
3-е место  — гит 500 м
3-е место  — командный спринт (с Дарьей Шмелёвой, Анастасией Войновой и Натальей Антоновой)
Чемпионат мира
3-е место  — кейрин
2-е место  — командный спринт (с Дарьей Шмелёвой, Анастасией Войновой и Натальей Антоновой)
2024
Чемпионат мира
1-е место  — гит 500 м
2025
Чемпионат Европы
1-е место  — гит 500 м